# FC Snagov
El Fotbal Club Snagov es un club de fútbol rumano de la comuna de Snagov, fundado en 1997. El equipo disputa sus partidos como local en el Stadionul Snagov y juega en la Liga II.

## Palmarés
Liga III:
- Campeón (2): 2005–06, 2007–08